# Thaumaturgie
L’article Imposition des mains traite du geste rituel tel que pour la transmission de pouvoir spirituel.

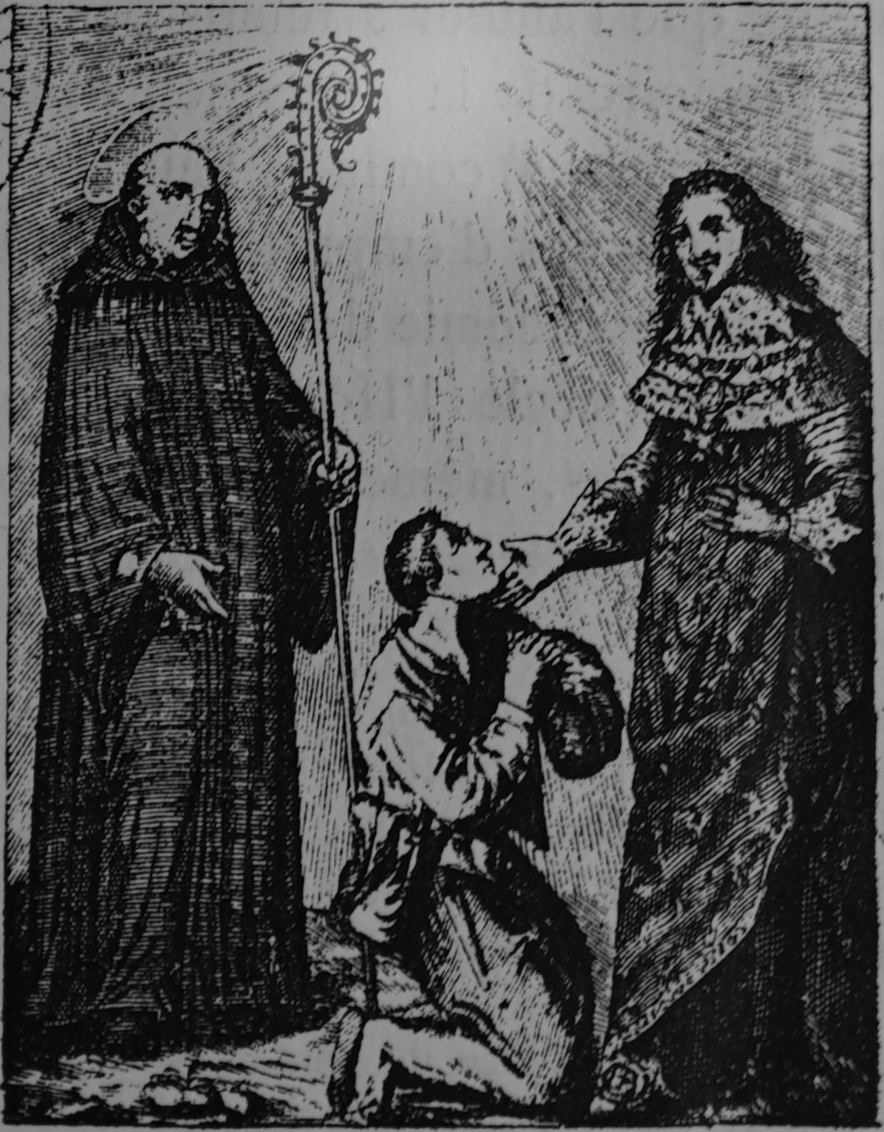
Marcoul accompagne le roi Charles III au toucher des écrouelles.

La thaumaturgie est, dans le domaine religieux, le fait de faire un miracle, notamment un miracle de guérison ou de résurrection. De nombreux saints sont réputés thaumaturges, ainsi que, traditionnellement, les rois de France et les rois d'Angleterre, qui pouvaient guérir les écrouelles (scrofule) dès leur sacre.

## Origine du terme et emploi
Du grec ancien θαυματουργός / thaumatourgós,« celui qui fait des tours d'adresse », il devient, à l'époque chrétienne, « celui qui fait des miracles », le terme s'appliquant essentiellement aux miracles de guérison. 
Le mot est composé de θαῦμα / thaūma, « objet d'étonnement ou d'admiration », et de ἔργον / érgon, « action, œuvre, ouvrage ».
Par extension, un thaumaturge est une personne qui prétend accomplir des miracles, défier les lois de la nature (synonyme magicien).

## Thaumaturges dans l'Église catholique
Le titre de thaumaturge est donné à celui qui guérit de manière miraculeuse. La thaumaturgie est naturellement une des caractéristiques principales de Jésus de Nazareth. Dans la Bible, ce sont aussi les prophètes Élie et Élisée, ainsi que les apôtres Pierre et Paul. Dans l'Europe christianisée, de nombreuses traditions locales évoquent des saints réputés pour les guérisons qu'ils apportent. Leur popularité a été telle que des chapelles leur ont été dédiées, qu'ils sont représentés sous forme de statues ou mis en scène dans des tableaux. Souvent issus de la tradition orale, un certain nombre de thaumaturges a cependant été reconnu par l'Église catholique. Leurs guérisons sont chaque fois attribuées à Dieu : en effet, dans la religion catholique, le saint n'a pas de pouvoir magique, il bénéficie d'un don accordé par Dieu ; en guérissant, il accomplit la volonté de Dieu.
Parmi les saints thaumaturges, citons :
- Alfred Bessette, dit « le frère André »
- Antoine de Padoue
- Basile le Bienheureux
- Blaise de Sébaste
- Saint Charbel Makhlouf du Liban
- Claude de Besançon
- Saint François de Paule
- Georges de Lydda
- Grégoire le Thaumaturge
- Saint Maron
- Martin de Tours
- Martin de Porrès
- Mathurin de Larchant
- Padre Pio de Pietrelcina
- Roch de Montpellier
- Romuald de Ravenne
- Saint Stamp ou Stapin
- Thibaut de Provins
- Saint Jean-Marie Vianney

et les saintes : 
- Barbe de Nicomédie
- Marguerite d'Antioche
- Sainte Opportune, « thaumaturge de la Normandie »
- Sainte Philomène, « la thaumaturge du XIXe siècle »
- Rita de Cascia

## Rois thaumaturges

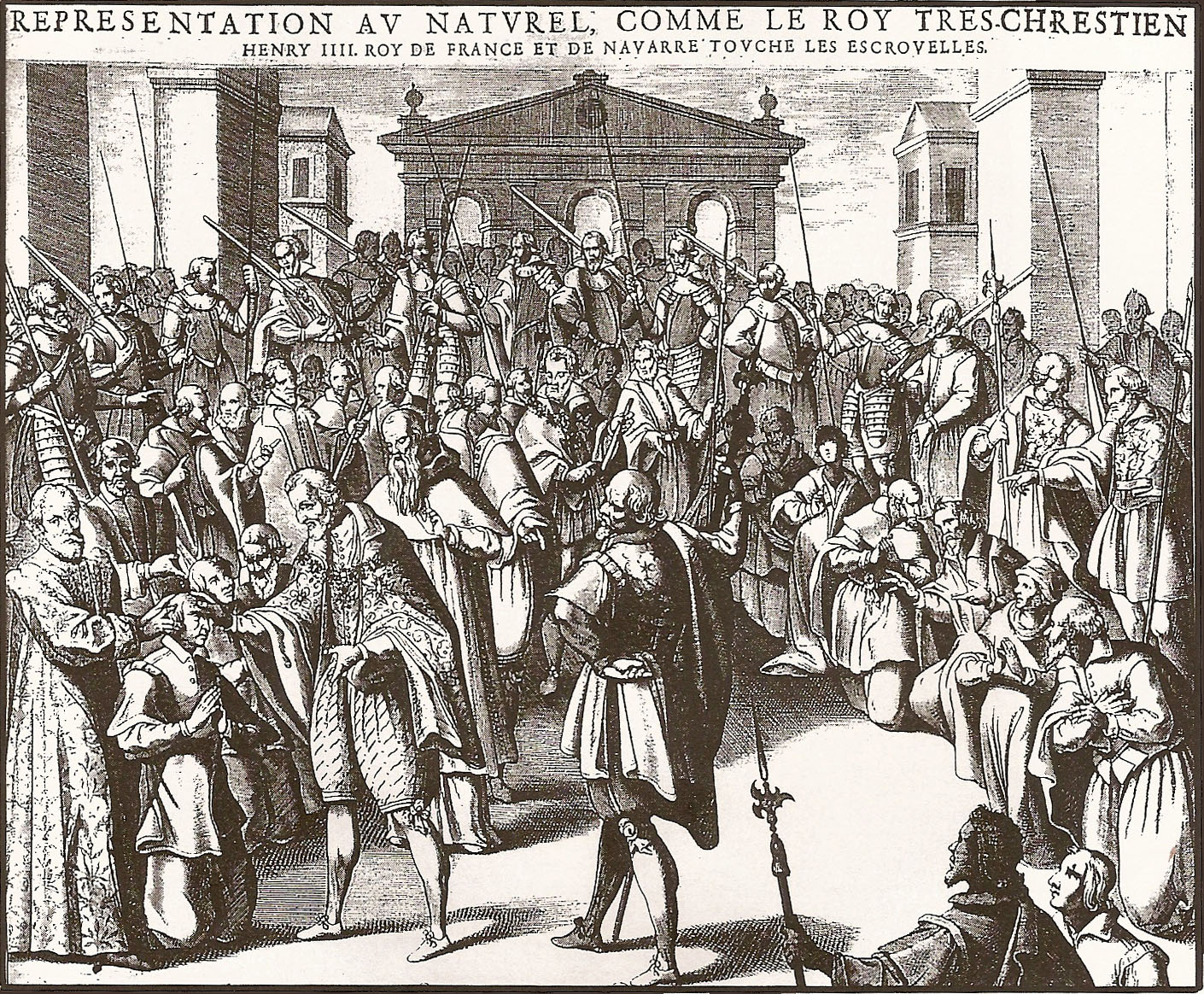
Henri IV touchant les écrouelles

Les rois de France étaient censés guérir les écrouelles par le toucher, en prononçant la phrase « Le Roi te touche, Dieu te guérit », puis à partir de 1722 et le sacre de Louis XV à Reims, la formule devient « Le roi te touche, Dieu te guérisse ». L'emploi du subjonctif amoindrit alors l'impact du pouvoir du roi sur la guérison des sujets touchés. 

Au XVIIIe siècle, les souverains britanniques avaient le privilège de guérir l'épilepsie, les rois d'Espagne délivraient les possédés, tandis que les rois de Hongrie faisaient disparaître la jaunisse et que les rois de Bourgogne éloignaient la peste. Des croyances similaires sont présentes dans le Pacifique.

## Adjectif
Objet miraculeux. Reliques thaumaturges.

## Citation
- « Les thaumaturges ravivaient les cultes mithriaques, celui d'Isis, ou la simple magie » (Gobineau, Corresp. [avec Tocqueville], 1843, p. 64)[4].